# Anna Pogany
Anna Pogany (* 21. Juli 1994 in Berlin) ist eine deutsche Volleyballspielerin. Die Libera spielte für verschiedene Vereine in der Bundesliga. Von 2018 bis 2024 war sie beim SSC Palmberg Schwerin aktiv, mit dem sie Pokalsiegerin und Vizemeisterin wurde.

## Karriere
Pogany begann ihre Karriere beim TSV Turnerbund München, ehe sie über den TSV Unterhaching zum SV Lohhof kam. Sie gewann 2008 den Bundespokal und wurde ein Jahr später deutscher Jugendmeisterin. 2009 gehörte sie mit Lena Stigrot zu den ersten Bewohnerinnen des Volleyball-Internats, das der Bundesligist Rote Raben Vilsbiburg zur Nachwuchsförderung eingerichtet hatte. 2011 wurde die Junioren-Nationalspielerin in Ankara Fünfte der Weltmeisterschaft und Vierte der Europameisterschaft. Der Verein nahm sie mit Doppelspielrecht in die erste Mannschaft auf.
Mit Vilsbiburg gewann Pogany den DVV-Pokal 2013/14 und wurde deutsche Vizemeisterin. In der Saison 2014/15 kam sie mit dem Verein ins Pokal-Halbfinale und Playoff-Viertelfinale. Danach wechselte sie zum Ligakonkurrenten Köpenicker SC. In der Saison 2015/16 kam sie ins Playoff-Viertelfinale. In der Saison 2016/17 erreichte sie mit Köpenick das Pokal-Viertelfinale, schied aber anschließend in den Pre-Play-offs der Bundesliga aus. Nach dem Rückzug des Köpenicker SC aus der Volleyball-Bundesliga wechselte Pogany zum Schweizer Erstligisten Sm’Aesch Pfeffingen, mit dem sie Vizemeisterin wurde. 2018 wechselte die Libera zum deutschen Meister SSC Palmberg Schwerin. Mit dem Verein gewann sie zu Saisonbeginn den VBL-Supercup. Anschließend gewann Schwerin das DVV-Pokalfinale gegen Stuttgart, während das Playoff-Finale gegen denselben Gegner verloren ging. Im DVV-Pokal 2019/20 kam sie mit dem Verein ins Halbfinale. Als die Bundesliga-Saison kurz vor den Playoffs abgebrochen wurde, stand Schwerin auf dem ersten Tabellenplatz. Auch in der Saison 2020/21 spielte Pogany für Schwerin und wurde erneut DVV-Pokalsiegerin. Mit Schwerin gewann sie auch den DVV-Pokal 2022/23. Nach der deutschen Vizemeisterschaft 2024 verließ Pogany Schwerin und wechselte in die Vereinigten Staaten nach Houston/Texas.
Seit 2017 hatte Pogany bei der deutschen Nationalmannschaft 124 Einsätze.